# Mikanowo
Mikanowo – wieś w Polsce położona w województwie kujawsko-pomorskim, w powiecie włocławskim, w gminie Lubanie.
Wieś duchowna, własność kapituły włocławskiej, położona była w II połowie XVI wieku w powiecie brzeskokujawskim województwa brzeskokujawskiego. W latach 1975–1998 miejscowość administracyjnie należała do województwa włocławskiego. Według Narodowego Spisu Powszechnego (III 2011 r.) liczyła 618 mieszkańców. Jest drugą co do wielkości miejscowością gminy Lubanie.
We wsi utworzono 2 sołectwa:
- Mikanowo A, obejmujące północną część wsi,
- Mikanowo B, obejmujące południową część wsi oraz osadę Dąbrówka.